# Monomorium minor
Monomorium minor är en myrart som beskrevs av Hermann Stitz 1923. Monomorium minor ingår i släktet Monomorium och familjen myror. Inga underarter finns listade i Catalogue of Life.